# Narty (powiat radomski)
Narty wcześniej Gutów-Norty – wieś w Polsce położona w województwie mazowieckim, w powiecie radomskim, w gminie Jedlińsk. Ma status sołectwa.
Wierni Kościoła rzymskokatolickiego należą do parafii  Świętych Apostołów Piotra i Andrzeja w Jedlińsku.

## Geografia
Wieś położona jest w obrębie Wzniesień Południowomazowieckich na Równinie Radomskiej. W jej rejonie znajduje się dopływ Tymianki

### Przynależność administracyjna
W latach 1933–1954 należała do jednostki pomocniczej gmin – gromady Mokrosęk w gminie Błotnica, a w latach 1954-1972 wchodziła w skład nowo utworzonej gromady Jedlińsk. 1 stycznia 1973 ponownie przyłączona została do reaktywowanej gminy Jedlińsk, stając się jedną z wsi sołeckich.

## Infrastruktura
Na początku miejscowości od strony zachodniej, po prawej stronie (przy posesji nr 2), znajduje się krzyż na cokole, fundacji L. i E. Rajkowskich, z 1912 r. Obiekt wpisany jest do Gminnej Ewidencji Zabytków dla Gminy Jedlińsk.
Wieś nie posiada kościoła ani kaplicy. W katolickiej administracji kościelnej należy do parafii Świętych Apostołów Piotra i Andrzeja w Jedlińsku.
Podstawowym źródłem zaopatrzenia w wodę gospodarstw domowych w Nartach jest wodociąg grupowy „Jedlińsk”, zasilany z ujęcia Jedlińsk o wydajności 85 m³/h (awaryjna studnia o wydajności 72 m³/h).

## Demografia
Według Narodowego Spisu Powszechnego 2011 liczba ludności we Nartach to 109 z czego 45,9% mieszkańców stanowią kobiety, a 54,1% ludności to mężczyźni. Miejscowość zamieszkuje 0,8% mieszkańców gminy.
70,6% mieszkańców wsi jest w wieku produkcyjnym, 18,3% w wieku przedprodukcyjnym, a 11,0% mieszkańców w wieku poprodukcyjnym.
| Rok             | 1998 | 2002 | 2009 | 2011 |
| Liczba ludności | 126  | 113  | 113  | 109  |